# Alexis Giersch
Alexis Leonard Giersch (* 25. September 1963 in London) ist ein deutscher Politiker (AfD). Er ist seit März 2025 Mitglied des 21. Deutschen Bundestages.

## Leben
Alexis Giersch lebt in Preetz im Kreis Plön und ist laut eigenen Angaben Diplom-Ingenieur im Maschinenbau, Nautiker, Elektroinstallateur und Rettungsassistent. 
Giersch wurde während seines Studiums Mitglied der Burschenschaft Elektra Teplitz zu München. Später wurde auch Mitglied der Burschenschaft Dresdensia-Rugia Gießen und der Hamburger Burschenschaft Germania. 2013 ging die seit Längerem vertagte Elektra Teplitz in der Münchener Burschenschaft Sudetia auf, der Giersch seitdem ebenso als Alter Herr angehört.

## Politik
Giersch ist Vorsitzender des AfD-Kreisverbandes Plön. Bei der Bundestagswahl 2021 bewarb er sich im Wahlkreis Plön – Neumünster um ein Direktmandat und belegte mit 7,1 % der Stimmen den fünften Platz. Ein Jahr später bei der Landtagswahl in Schleswig-Holstein trat Giersch im Wahlkreis Plön-Nord an und konnte 4,3 % der Erststimmen für sich gewinnen. Die AfD scheiterte seinerzeit an der Fünf-Prozent-Hürde und ist seitdem nicht mehr im Schleswig-Holsteinischen Landtag vertreten. Zur Bundestagswahl 2025 kandidierte er auf Listenplatz 6 der AfD Schleswig-Holstein. Die AfD Schleswig-Holstein gewann fünf Mandate, nachdem Volker Schnurrbusch jedoch zugunsten eines Mandats im Europäischen Parlament auf sein Bundestagsmandat verzichtet hatte, zog Giersch an dessen Stelle in den Deutschen Bundestag ein.

## Politische Positionen
Laut eigenen Angaben setzt sich Giersch einer Entwicklung entgegen, in der sich „Sonderinteressen mit der Macht des Geldes durchsetzen“ können. Im Rahmen der Landtagswahl 2022 gab er an, sich dafür einzusetzen, die Hürden für direkte Demokratie in Schleswig-Holstein abzusenken.